# Harry Tyler
Harry Tyler (* 13. Juni 1888 in New York City, New York; † 15. September 1961 in Hollywood, Kalifornien) war ein US-amerikanischer Schauspieler.

## Leben
Harry Tyler wurde 1888 in New York City, im US-Bundesstaat New York geboren. Tyler war mit Gladys Crolius verheiratet, sie hatten ein Kind.
1929 hatte Tyler in dem Film Kampfhähne der Liebe seinen ersten Auftritt. In der Folgezeit etablierte er sich in Hollywood als Schauspieler in Hunderten Filmen, wenngleich viele seiner Rollen klein und im Abspann ungenannt blieben. 1951 hatte er seine erste Fernsehrolle in der Serie Armstrong Circle Theatre. 1952 bis 1953 hatte er seine erste wiederkehrende Rolle in der Fernsehserie Mr. & Mrs. North. In der Fernsehserie Alfred Hitchcock präsentiert hatte Tyler 1955 bis 1960 in insgesamt elf Folgen unterschiedliche Rollen. Er war bis zuletzt als Schauspieler aktiv. Sein Schaffen umfasst rund 390 Produktionen.

## Filmografie
- 1929: Kampfhähne der Liebe (The Cock-Eyed World)
- 1929: Happy Days
- 1929: Oh, Yeah?
- 1929: The Shannons of Broadway
- 1930: Big Money
- 1932: The Divorce Racket
- 1934: Midnight Alibi
- 1934: Friends of Mr. Sweeney
- 1934: Housewife
- 1934: Desirable
- 1934: The Case of the Howling Dog
- 1934: Happiness Ahead
- 1934: I Sell Anything
- 1934: Ein schwerer Junge (The St. Louis Kid)
- 1934: The Firebird
- 1934: Babbitt
- 1934: Murder in the Clouds
- 1935: The Woman in Red
- 1935: Tolle Marietta (Naughty Marietta)
- 1935: Mister Dynamite
- 1935: Der gläserne Schlüssel (The Glass Key)
- 1935: Männer ohne Namen (Men Without Names)
- 1935: Lady Tubbs
- 1935: Der elektrische Stuhl (The Murder Man)
- 1935: Streamline Express
- 1935: Wo die Liebe hinfällt (I Live My Life)
- 1935: Skandal in der Oper (A Night at the Opera)
- 1936: The Three Wise Guys
- 1936: Two-Fisted Gentleman
- 1936: Sworn Enemy
- 1936: Wedding Present
- 1936: The Man I Marry
- 1936: The Accusing Finger
- 1936: Pennies from Heaven
- 1936: Arizona Mahoney
- 1936: Lady from Nowhere
- 1936: Dünner Mann, 2. Fall (After the Thin Man)
- 1937: Don't Tell the Wife
- 1937: Nancy Steele Is Missing!
- 1937: Her Husband Lies
- 1937: Waikiki Wedding
- 1937: Jim Hanvey, Detective
- 1937: Assistenzarzt Dr. Kilder (Internes Can’t Take Money)
- 1937: I Promise to Pay
- 1937: They Gave Him a Gun
- 1937: Married Before Breakfast
- 1937: Girls Can Play
- 1937: Midnight Madonna
- 1937: Wake Up and Live
- 1937: Bad Guy
- 1937: The Man Who Cried Wolf
- 1937: My Dear Miss Aldrich
- 1937: The Girl Said No
- 1937: Carnival Queen
- 1937: Youth on Parole
- 1937: Love Takes Flight
- 1937: Blossoms on Broadway
- 1937: You’re a Sweetheart
- 1938: Mr. Boggs Steps Out
- 1938: Arsène Lupin Returns
- 1938: Alexander’s Ragtime Band
- 1938: Der gejagte Professor (Professor Beware)
- 1938: Engel aus zweiter Hand (The Shopworn Angel)
- 1938: Crime Ring
- 1938: The Chaser
- 1938: Schnelle Fäuste (The Crowd Roars)
- 1938: Zu heiß zum Anfassen (Too Hot to Handle)
- 1938: The Arkansas Traveler
- 1938: Spring Madness
- 1938: Strange Faces
- 1938: Little Orphan Annie
- 1938: Federal Man-Hunt
- 1939: Disbarred
- 1939: Jesse James, Mann ohne Gesetz (Jesse James)
- 1939: Four Girls in White
- 1939: The Spirit of Culver
- 1939: Almost a Gentleman
- 1939: Liebe und Leben des Telefonbauers A. Bell (The Story of Alexander Graham Bell)
- 1939: Fixer Dugan
- 1939: Der große Betrug (The Lady’s from Kentucky)
- 1939: Tell No Tales
- 1939: Der junge Mr. Lincoln (Young Mr. Lincoln)
- 1939: The Gracie Allen Murder Case
- 1939: 6,000 Enemies
- 1939: The House of Fear
- 1939: Career
- 1939: I Stole a Million
- 1939: Coast Guard
- 1939: Miracles for Sale
- 1939: Golden Boy
- 1939: Damals in Hollywood (Hollywood Cavalcade)
- 1939: 20,000 Men a Year
- 1939: Blondie Brings Up Baby
- 1939: Dreivierteltakt am Broadway (The Great Victor Herbert)
- 1939: Nick Carter, Master Detective
- 1939: Swanee River
- 1940: Früchte des Zorns (The Grapes of Wrath)
- 1940: Little Old New York
- 1940: The House Across the Bay
- 1940: Johnny Apollo
- 1940: Enemy Agent
- 1940: Gangs of Chicago
- 1940: Phantom Raiders
- 1940: The Captain Is a Lady
- 1940: Pop Always Pays
- 1940: Manhattan Heartbeat
- 1940: Pier 13
- 1940: The Golden Fleecing
- 1940: Young People
- 1940: Treck nach Utah (Brigham Young)
- 1940: Dance, Girl, Dance
- 1940: Men Against the Sky
- 1940: The Bride Wore Crutches
- 1940: Dritter Finger, linke Hand (Third Finger, Left Hand)
- 1940: Youth Will Be Served
- 1940: Street of Memories
- 1940: Meet the Missus
- 1940: Go West
- 1940: Jennie
- 1940: Behind the News
- 1940: Keeping Company
- 1941: Tabakstraße (Tobacco Road)
- 1941: Sis Hopkins
- 1941: Sweetheart of the Campus
- 1941: The Richest Man in Town (Richest Man in Town)
- 1941: Tillie the Toiler
- 1941: Dressed to Kill
- 1941: Ellery Queen and the Murder Ring
- 1941: Sullivans Reisen (Sullivan’s Travels)
- 1941: Mr. District Attorney in the Carter Case
- 1941: Echo der Jugend (Remember the Day)
- 1942: A Close Call for Ellery Queen
- 1942: Broadway
- 1942: Mokey (peh)
- 1942: Grand Central Murder
- 1942: Der Draufgänger von Boston (In Old California)
- 1942: 10 Leutnants von West-Point (Ten Gentlemen from West Point)
- 1942: Mexican Spitfire Sees a Ghost
- 1942: Maisie Gets Her Man
- 1942: Atemlos nach Florida (The Palm Beach Story)
- 1942: Der schwarze Vorhang (Street of Chance)
- 1942: Meine Frau, die Hexe (I Married a Witch)
- 1942: A Night to Remember
- 1943: Lady Bodyguard
- 1943: Slightly Dangerous
- 1943: He Hired the Boss
- 1943: She Has What It Takes
- 1943: All by Myself
- 1943: Dixie
- 1943: What's Buzzin', Cousin?
- 1943: Hers to Hold
- 1943: Hi Diddle Diddle
- 1943: The Iron Major
- 1943: Gangsterjagd in Brooklyn (Whistling in Brooklyn)
- 1943: Laurel und Hardy: Die Tanzmeister (The Dancing Masters)
- 1943: The Heat's On
- 1943: True to Life
- 1944: Casanova in Burlesque
- 1944: See Here, Private Hargrove
- 1944: Buffalo Bill, der weiße Indianer (Buffalo Bill)
- 1944: Die Abenteuer Mark Twains (The Adventures of Mark Twain)
- 1944: The Great Moment
- 1944: Atlantic City
- 1944: Wilson
- 1944: So ein Papa (Casanova Brown)
- 1944: The Doughgirls
- 1944: The Merry Monahans
- 1944: San Diego I Love You
- 1944: Tagebuch einer Frau (Mrs. Parkington)
- 1945: Identity Unknown
- 1945: Hilfe, ich bin Millionär (Brewster’s Millions)
- 1945: That's the Spirit
- 1945: I'll Tell the World
- 1945: Duffy's Tavern
- 1945: Woman Who Came Back (The Woman Who Came Back)
- 1945: The Sailor Takes a Wife
- 1945: Mann ohne Herz (Adventure)
- 1946: Behind Green Lights
- 1946: I Ring Doorbells
- 1946: Night Editor
- 1946: Johnny Comes Flying Home
- 1946: Die blaue Dahlie (The Blue Dahlia)
- 1946: Winter Wonderland
- 1946: Irgendwo in der Nacht (Somewhere in the Night)
- 1946: The Man Who Dared
- 1946: Slightly Scandalous
- 1946: Blonder Lockvogel (Decoy)
- 1946: The Fabulous Suzanne
- 1946: San Quentin
- 1947: The Mighty McGurk
- 1947: The Beginning or the End
- 1947: High Barbaree
- 1947: Sarge Goes to College
- 1947: Fun on a Weekend
- 1947: Bezaubernde Lippen (This Time for Keeps)
- 1947: Heading for Heaven
- 1948: Smart Politics
- 1948: I Love Trouble
- 1948: Blut und Gold (Relentless)
- 1948: Campus Sleuth
- 1948: Dieser verrückte Mr. Johns! (The Fuller Brush Man)
- 1948: Flucht ohne Ausweg (Raw Deal)
- 1948: Deep Waters
- 1948: Black Eagle
- 1948: The Untamed Breed
- 1948: Ein Pferd namens October (The Return of October)
- 1948: Strike It Rich
- 1948: An Act of Murder
- 1948: Ich heirate dich doch (That Wonderful Urge)
- 1949: Skandal im Sportpalast (Joe Palooka in the Big Fight)
- 1949: Ma and Pa Kettle
- 1949: Streets of San Francisco
- 1949: The Beautiful Blonde from Bashful Bend
- 1949: Banditen am Scheideweg (The Doolins of Oklahoma)
- 1949: Kopfpreis 5000 Dollar (Hellfire)
- 1949: Der besiegte Geizhals (Sorrowful Jones)
- 1949: Air Hostess
- 1949: Der Stachel des Bösen (Beyond the Forest)
- 1949: Noras schwache Stunde (Bride for Sale)
- 1949: Master Minds
- 1949: Tritt ab, wenn sie lachen (Always Leave Them Laughing)
- 1950: The Traveling Saleswoman
- 1950: Die Männerfeindin (A Woman of Distinction)
- 1950: The Good Humor Man
- 1950: Inspektor Goddard (Appointment with Danger)
- 1950: Kill the Umpire
- 1950: Lucky Losers
- 1950: Rider from Tucson
- 1950: Never a Dull Moment
- 1950: Gefährliche Mission (Wyoming Mail)
- 1950: Joe Palooka in the Squared Circle
- 1951: Gasoline Alley (Gasoline Alley and Friends)
- 1951: Al Jennings of Oklahoma
- 1951: Bedtime for Bonzo
- 1951: Armstrong Circle Theatre (Fernsehserie, Folge 1x38)
- 1951: Cuban Fireball
- 1951: The Lemon Drop Kid
- 1951: Texans Never Cry
- 1951: Unsichtbare Gegner (Santa Fe)
- 1951: The Fat Man
- 1951: Corky of Gasoline Alley
- 1951: Disc Jockey
- 1951: Ein Herz für Danny (Close to My Heart)
- 1951: Front Page Detective (Fernsehserie, Folge 1x24)
- 1952: Tommy macht das Rennen (Boots Malone)
- 1952: This Woman is Dangerous
- 1952: Die Maske runter (Deadline – U.S.A.)
- 1952: Der Sieger (The Quiet Man)
- 1952: Wait Till the Sun Shines, Nellie
- 1952: Wagons West
- 1952: Lost in Alaska
- 1952: Marihuana (Big Jim McLain)
- 1952: Cattle Town
- 1952: My Little Margie (Fernsehserie, Folge 1x12)
- 1952: The Ford Television Theatre (Fernsehserie, Folge 1x08)
- 1952: April in Paris
- 1952: Stadt der Illusionen (The Bad and the Beautiful)
- 1952: Gang Busters (Fernsehserie, eine Folge)
- 1952–1953: Mr. & Mrs. North (Fernsehserie, 2 Folgen)
- 1952–1953: Racket Squad (Fernsehserie, 3 Folgen)
- 1953: Your Jeweler's Showcase (Fernsehserie, Folge 1x09)
- 1953: Frauen in der Nacht (Girls in the Night)
- 1953: Zurück am Broadway (She’s Back on Broadway)
- 1953: Heiratet Marjorie? (By the Light of the Silvery Moon)
- 1953: A Perilous Journey
- 1953: Abbott und Costello (The Abbott and Costello Show, Fernsehserie, Folge 1x22)
- 1953: Allen Gefahren zum Trotz (Back to God’s Country)
- 1953: Das gläserne Netz (The Glass Web)
- 1953: The RCA Victor Show (The Dennis Day Show, Fernsehserie, eine Folge)
- 1953–1954: Lux Video Theatre (Fernsehserie, 2 Folgen)
- 1953–1956: Schlitz Playhouse of Stars (Fernsehserie, 4 Folgen)
- 1953–1958: General Electric Theater (Fernsehserie, 5 Folgen)
- 1954: The Life of Riley (Fernsehserie, Folge 2x20)
- 1954: In den Kerkern von Marokko (Yankee Pasha)
- 1954: Zeugin des Mordes (Witness to Murder)
- 1954: The Joe Palooka Story (Fernsehserie, Folge 1x21)
- 1954: Duffy's Tavern (Fernsehserie, Folge 1x17)
- 1954: Formicula (Them!)
- 1954: The Lone Wolf (Fernsehserie, Folge 1x16)
- 1954: Public Defender (The Public Defender, Fernsehserie, Folge 1x23)
- 1954: Königin der Berge (Cattle Queen of Montana)
- 1954: The Mickey Rooney Show (Fernsehserie, Folge 1x13)
- 1954: The Whistler (Fernsehserie, Folge 1x13)
- 1954: It's a Great Life (Fernsehserie, Folge 1x17)
- 1954: Mayor of the Town (Fernsehserie, 4 Folgen)
- 1954–1955: The Man Behind the Badge (Fernsehserie, 2 Folgen)
- 1954, 1959: Vater ist der Beste (Father Knows Best, Fernsehserie, 2 Folgen)
- 1955: Abbott und Costello als Gangsterschreck (Abbott and Costello Meet the Keystone Kops)
- 1955: Four Star Playhouse (Fernsehserie, Folge 3x20)
- 1955: Treasury Men in Action (Fernsehserie, Folge 5x29)
- 1955: Superman – Retter in der Not (Adventures of Superman, Fernsehserie, Folge 3x03 Wer ist hier abergläubisch?)
- 1955: Nackte Straßen (The Naked Street)
- 1955: Jail Busters
- 1955: The Twinkle in God's Eye
- 1955: Schwere Jungs – leichte Mädchen (Guys and Dolls)
- 1955: The People's Choice (Fernsehserie, Folge 1x07)
- 1955: Des Teufels rechte Hand (Texas Lady)
- 1955: Screen Directors Playhouse (Fernsehserie, Folge 1x10)
- 1955: Ein Mann wie der Teufel (A Lawless Street)
- 1955: Waterfront (Fernsehserie, Folge 2x23)
- 1955–1956: Geschichten, die der Alltag schrieb (Fernsehserie, 2 Folgen)
- 1955–1956: Studio 57 (Fernsehserie, 4 Folgen)
- 1955–1956: Wenn man Millionär wär’ (The Millionaire, Fernsehserie, 2 Folgen)
- 1955–1956: Fury (Fernsehserie, 2 Folgen)
- 1955–1960: Alfred Hitchcock präsentiert (Alfred Hitchcock Presents, Fernsehserie, 11 Folgen)
- 1956: Glory
- 1956: Chevron Hall of Stars (Fernsehserie, eine Folge)
- 1956: Mickey Mouse Club (The Mickey Mouse Club, Fernsehserie, Folge 1x76)
- 1956: Corky and White Shadow (Fernsehserie, Folge 1x00)
- 1956: Großer Adler – Häuptling der Cheyenne (Brave Eagle, Fernsehserie, Folge 1x20)
- 1956: The Kettles in the Ozarks
- 1956: Außer Rand und Band (Rock Around the Clock)
- 1956: Mohawk
- 1956: Crossroads (Fernsehserie, Folge 1x27)
- 1956: Navy Log (Fernsehserie, Folge 1x30)
- 1956: Stunden des Terrors (A Day of Fury)
- 1956: Vom Teufel verführt (The Rawhide Years)
- 1956: Celebrity Playhouse (Fernsehserie, Folge 1x39)
- 1956: Das Herz eines Millionärs (These Wilder Years)
- 1956: Telephone Time (Fernsehserie, Folge 2x04)
- 1956: Ihr Star: Loretta Young (Letter to Loretta, Fernsehserie, Folge 4x08)
- 1956: On Trial (Fernsehserie, Folge 1x08)
- 1956–1957: Sergeant Preston (Sergeant Preston of the Yukon, Fernsehserie, 2 Folgen)
- 1956–1957: Climax! (Fernsehserie, 2 Folgen)
- 1956, 1958: Wyatt Earp greift ein (The Life and Legend of Wyatt Earp, Fernsehserie, 2 Folgen)
- 1956–1960: Cheyenne (Fernsehserie, 5 Folgen)
- 1957: Jane Wyman Show (Jane Wyman Presents The Fireside Theatre, Fernsehserie, Folge 2x18)
- 1957: Tödlicher Skandal (Slander)
- 1957: The Roy Rogers Show (Fernsehserie, 3 Folgen)
- 1957: Footsteps in the Night
- 1957: The O. Henry Playhouse (Fernsehserie, 2 Folgen)
- 1957: Das todbringende Ungeheuer (The Deadly Mantis)
- 1957: You Are There (Fernsehserie, Folge 5x08)
- 1957: Wo alle Straßen enden (The Wayward Bus)
- 1957: Dein Schicksal in meiner Hand (Sweet Smell of Success)
- 1957: Wagon Train (Fernsehserie, Folge 1x04)
- 1957: Code 3 (Fernsehserie, Folge 1x31)
- 1957: Einer gegen fünf (Domino Kid)
- 1957: Großalarm bei FBI (Plunder Road)
- 1957–1959: The Californians (Fernsehserie, 3 Folgen)
- 1957–1959: Perry Mason (Fernsehserie, 3 Folgen)
- 1957, 1960: Maverick (Fernsehserie, 2 Folgen)
- 1958: Trackdown (Fernsehserie, Folge 1x15)
- 1958: Die letzte Kugel (Day of the Badman)
- 1958: Goodyear Theatre (Fernsehserie, Folge 1x09)
- 1958: Die Draufgänger von San Fernando (Cole Younger, Gunfighter)
- 1958: The Adventures of Wild Bill Hickok (Fernsehserie, Folge 8x10)
- 1958: No Warning (Panic!, Fernsehserie, Folge 2x04)
- 1958: State Trooper (Fernsehserie, Folge 2x37)
- 1958: Cimarron City (Fernsehserie, Folge 1x01)
- 1958: Das letzte Hurra (The Last Hurrah)
- 1958: Buckskin (Fernsehserie, Folge 1x18)
- 1958: Sugarfoot (Fernsehserie, Folge 2x06)
- 1958: Erwachsen müßte man sein (Leave It to Beaver, Fernsehserie, Folge 2x13)
- 1958: Suspicion (Fernsehserie, Folge 1x42)
- 1959: The Restless Gun (Fernsehserie, Folge 2x16)
- 1959: Wells Fargo (Tales of Wells Fargo, Fernsehserie, Folge 3x20)
- 1959: Der Texaner (The Texan, Fernsehserie, Folge 1x20)
- 1959: Ein Schuß und 50 Tote (Alias Jesse James)
- 1959: 77 Sunset Strip (Fernsehserie, Folge 1x26)
- 1959: Black Saddle (Fernsehserie, 4 Folgen)
- 1959: Lawman (Fernsehserie, 2 Folgen)
- 1959: Bettgeflüster (Pillow Talk)
- 1959: Peter Gunn (Fernsehserie, Folge 2x11)
- 1959: Startime (Fernsehserie, Folge 1x11)
- 1959: Die Unbestechlichen (The Untouchables, Fernsehserie, Folge 1x11 Kopf oder Zahl)
- 1959: Pony Express (Fernsehserie, Folge 1x05)
- 1960: Mr. Lucky (Fernsehserie, Folge 1x12)
- 1960: Der Mann mit der Kamera (Man with a Camera, Fernsehserie, Folge 2x13)
- 1960: Riverboat (Fernsehserie, Folge 1x22)
- 1960: Staccato (Johnny Staccato, Fernsehserie, Folge 1x25)
- 1960: Walt Disneys bunte Welt (Walt Disney's Wonderful World of Color, Fernsehserie, 3 Folgen)
- 1960: Anwalt der Gerechtigkeit (Lock-Up, Fernsehserie, Folge 2x16)
- 1960–1961: Am Fuß der blauen Berge (Laramie, Fernsehserie, 2 Folgen)
- 1961: Im Wilden Westen (Death Valley Days, Fernsehserie, Folge 9x23)
- 1961: Jack-Benny-Show (The Jack Benny Program, Fernsehserie, Folge 11x25)